# 누카타군

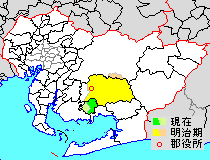
아이치현 누카타군의 위치 (녹색:고타정 연노랑:후에 다른 군에 편입된 구역 연녹색:후에 다른 군에서 편입한 구역)

누카타군(額田郡)은 일본 아이치현(미카와국)의 군이다. 아이치현 중동부에 위치하고 있다.
인구 42,409명, 면적 56.72 km2, 인구밀도 748명 /km2. (2020년 11월 1일, 추계인구)
이하 1정으로 구성된다.
- 고타정(幸田町)

## 군역
1878년 행정 구역으로 발족 당시의 군역은 아래의 구역에 해당한다.
- 오카자키시의 대부분
- 도요타시의 일부
- 고타정의 대부분

## 역사
- 1878년 12월 20일 - 군구정촌 편제법이 아이치현에서 시행되면서, 행정 구역으로서의 누카타군이 발족.
- 1889년 10월 1일 - 정촌제 시행으로, 아래의 정촌이 발족. 따로 적은 경우 외는 현 오카자키시.(1정 26촌)

- 오카자키정(岡崎町)
- 미시마촌(三島村)
- 오카자키촌(岡崎村)
- 후쿠오카촌(福岡村)
- 사카자키촌(坂崎村): 현 고타정
- 아이미촌(相見村): 현 고타정
- 후코즈촌(深溝村): 현 고타정
- 류가이촌(竜谷村)
- 후지카와촌(藤川村)
- 야마나카촌(山中村)
- 모토주쿠촌(本宿村)
- 도요오카촌(豊岡村)
- 다카토미촌(高富村)
- 미야자키촌(宮崎村)
- 도모에야마촌(巴山村)
- 가와이촌(河合村)
- 미아이촌(美合村)
- 오토가와촌(男川村)
- 오토미촌(乙見村)
- 가타노촌(形埜村)
- 시모야마촌(下山村): 현 오카자키시, 도요타시
- 도키와촌(常磐村)
- 오쿠토노촌(奥殿村)
- 호소카와촌(細川村)
- 이와즈촌(岩津村)
- 다이주지촌(大樹寺村)
- 히로하타촌(広幡村)

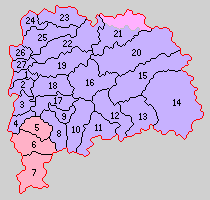
1.오카자키정 2.미시마촌 3.오카자키촌 4.후쿠오카촌 5.사카자키촌 6.아이미촌 7.후코즈촌 8.류가이촌 9.후지카와촌 10.야마나카촌 11.모토주쿠촌 12.도요오카촌 13.다카토미촌 14.미야자키촌 15.도모에야마촌 16.가와이촌 17.미아이촌 18.오토가와촌 19.오토미촌 20.가타노촌 21.시모야마촌 22.도키와촌 23.오쿠토노촌 24.호소카와촌 25.이와즈촌 26.다이주지촌 27.히로하타촌
(보라:오카자키시 분홍:도요타시 빨강:고타정)

- 1890년 12월 17일 - 도모에야마촌이 개칭하여 사카에촌(栄枝村)이 됨.(1정 26촌)
- 1893년 11월 8일 - 후쿠오카촌이 정제 시행으로 후쿠오카정(福岡町)이 됨.(2정 25촌)
- 1895년 5월 13일 - 히로하타촌이 정제 시행으로 히로하타정(広幡町)이 됨.(3정 24촌)
- 1903년 1월 4일 - 오토가와촌의 일부가 오카자키정에 편입.(3정 24촌)
- 1906년 5월 1일 - 아래의 정촌 통합이 이뤄짐. 모두 신설합병.(3정 15촌)
  - 도키와촌 ← 오토미촌(일부), 도키와촌
  - 이와즈촌 ← 다이주지촌, 이와즈촌, 호소카와촌, 오쿠토노촌
  - 오카자키정 ← 오카자키정, 미시마촌, 오토미촌(일부)
  - 히로타촌(広田村) ← 사카자키촌, 아이미촌, 후코즈촌
  - 도요토미촌(豊富村) ← 도요오카촌, 다카토미촌, 사카에촌(일부)
  - 미야자키촌 ← 미야자키촌, 사카에촌(일부)
- 1908년 11월 1일 - 히로타촌이 개칭하여 고다촌(幸田村)이 됨.(3정 15촌)
- 1914년 10월 1일 - 히로하타정이 오카자키정에 편입.(2정 15촌)
- 1916년 7월 1일 - 오카자키정이 시제 시행으로 오카자키시(岡崎市)가 되어, 군에서 이탈.(1정 15촌)
- 1928년
  - 5월 1일 - 이와즈촌이 정제 시행으로 이와즈정(岩津町)이 됨.(2정 14촌)
  - 9월 1일 - 오카자키촌·미아이촌·오토가와촌 및 도키와촌의 일부가 오카자키시에 편입.(2정 11촌)
- 1952년 4월 1일 - 고다촌이 정제 시행으로 고다정(幸田町)이 됨.(3정 10촌)
- 1954년 8월 1일 - 고다정이 하즈군 도요사카촌과 합병하여 고타정(幸田町)이 발족[1].(3정 10촌)
- 1955년 2월 1일 - 후쿠오카정·류가이촌·후지카와촌·야마나카촌·모토주쿠촌·가와이촌·도키와촌·이와즈정이 오카자키시에 편입.(1정 4촌)
- 1956년 9월 30일(2정)
  - 도요토미촌·미야자키촌·가타노촌 및 시모야마촌의 일부가 합병하여, 누카타정(額田町)이 발족.
  - 시모야마촌의 잔여부가 히가시카모군 시모야마촌에 편입.
- 2003년 11월 14일 - 고다정이 "오카자키 누카다 지구 합병 협의회" 참가 보류를 결정.
- 2006년 1월 1일 - 누카타정이 오카자키시에 편입.(1정)

## 참고 문헌
- 《가도카와 일본 지명 대사전》 편집위원회, 편집. (1989년 3월 8일). 《가도카와 일본 지명 대사전》. 23 아이치현. 가도카와 쇼텐. ISBN 4040012305.